# Crotalaria spinosa
Crotalaria spinosa är en ärtväxtart som beskrevs av George Bentham. Crotalaria spinosa ingår i släktet sunnhampor, och familjen ärtväxter. Inga underarter finns listade i Catalogue of Life.